# Saint-Quentin-sur-Isère
Saint-Quentin-sur-Isère é uma comuna francesa na região administrativa de Auvérnia-Ródano-Alpes, no departamento de Isère. Estende-se por uma área de 19,45 km². Em 2010 a comuna tinha 1 491 habitantes (densidade: 76,7 hab./km²).